# Ихуэлас
Ихуэлас (исп. Hijuelas) — город в Чили. Административный центр одноимённой коммуны. Население города — 8196 человек (2002). Город и коммуна входит в состав провинции Кильота и области Вальпараисо.
Территория — 267 км². Численность населения — 17 988 жителей (2017). Плотность населения — 67,4 чел./км².

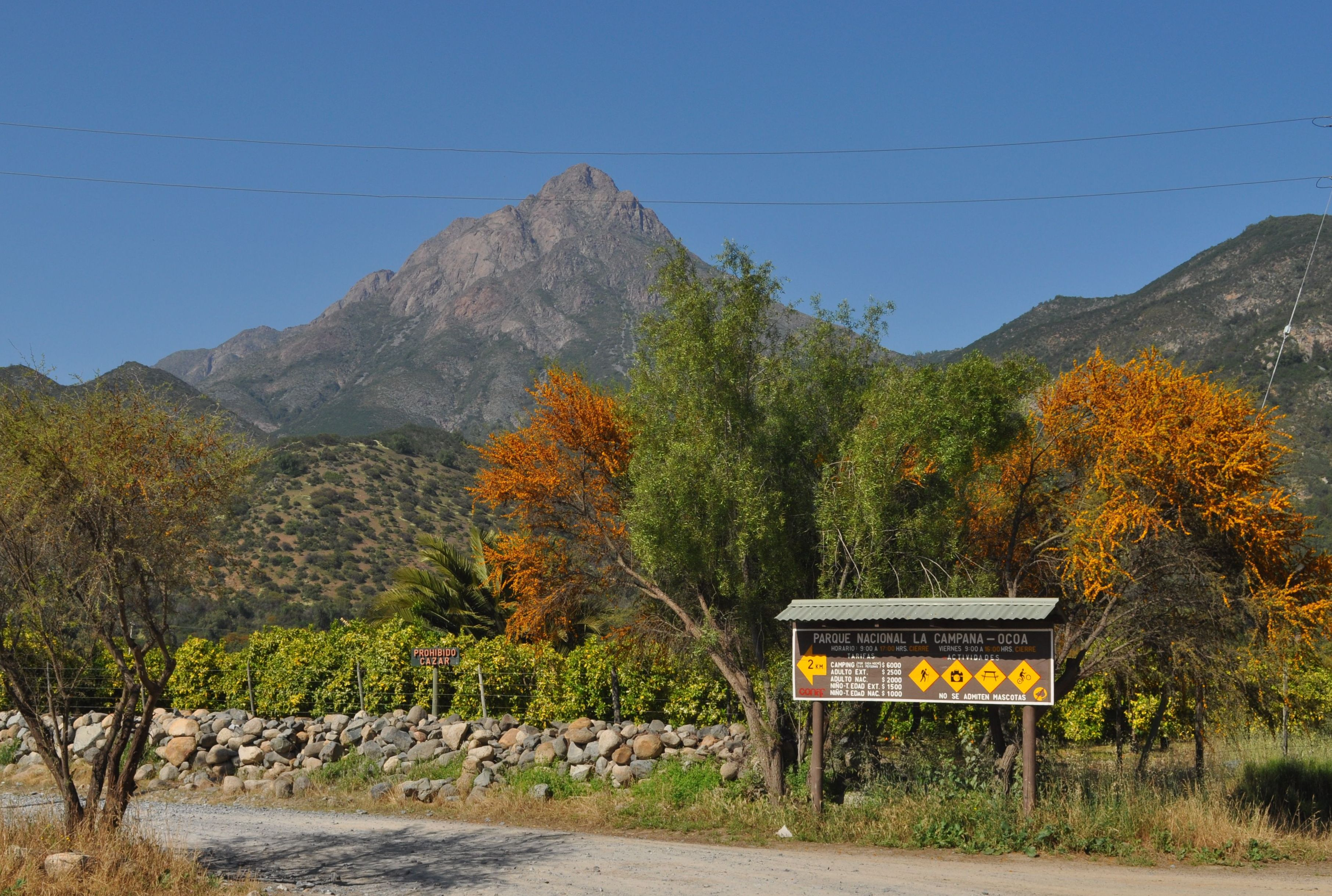
Национальный парк Ла-Кампана

## Этимология
Город был основан близ бывшей колониальной усадьбы, которая передавалась от поколения к поколению. Земельные участки, передаваемые от отца к сыну, называют hijuelas, что в итоге и дало название городу.

## Население
Согласно сведениям, собранным в ходе переписи Национальным институтом статистики, площадь коммуны составляет 267 км² с населением в 16 014 человек, из которых 7853 женщины и 8161 мужчина.
Население Ихуэласа составляет 1,04 % от общей численности населения региона. 48,82 % (7818 человек) относится к сельскому населению и 51,18 % (8196 человек) — городское население.

## Руководство
Ихуэлас относится к избирательному округу №10 и к избирательному району №5а (пятый район).
Он представлен в палате депутатов Национального конгресса членом партии «Национальное обновление» Альфонсо Варгасом и Марко Энрикес-Оминами из Социалистической партии Чили. В свою очередь, в сенате Ихуэлас представляет сенатор Карлос Оминами из Социалистической партии и Сержио Ромеро из партии «Национальное обновление».
Муниципалитет Ихуэлас возглавляет мэр Вероника Rossato Arriagada (СНД), которой помогают советники:
- Rodrigo Furio
- Guillermo Silva
- Germán Vicencio
- Luis Frez
- Omar Olivares
- Catherine Urzua

## Экономика
Основная экономическая деятельность Ихуэласа — агрономия, в частности, выращивания цветов, растений и деревьев, таких, как авокадо, которые украшают большую часть Чили и мира.
Поля, обрабатываемые в Рио-Аконкагуа, имеют прекрасный микроклимат и считаются высоко эффективными для ведения сельского хозяйства с выращиванием продукции на экспорт.
Другим важным направлением деятельности является выращивание авокадо и лукума. Коммуна Ихуэлас обладает тремя видами сертификатов, разрешающих экспорт фруктов в различных страны мира. Жители коммуны в основном занимаются сельскохозяйственным трудом.
В коммуне есть хорошая пожарная служба.

## Расположение
Город расположен в 52 км на северо-восток от административного центра области города Вальпараисо и в 12 км на северо-восток от административного центра провинции города Кильота.
Коммуна граничит:
- на севере — c коммуной  Ногалес
- на востоке — с коммунами Катему, Льяйльяй
- на юго-востоке — c коммуной Тильтиль
- на юге — c коммуной Ольмуэ
- на западе — c коммунами Кильота, Ла-Калера

## Демография
Согласно сведениям, собранным в ходе переписи 2017 г  Национальным институтом статистики (INE),  население коммуны составляет:
| Полное население                          | Полное население                          | Полное население                          | Полное население                          | Полное население                          | 17 988 |
| ----------------------------------------- | ----------------------------------------- | ----------------------------------------- | ----------------------------------------- | ----------------------------------------- | ------ |
| в том числе:                              | Городское население                       | 11 735                                    | Процент городского населения, %           | 65,24                                     |        |
|                                           | Сельское население                        | 6 253                                     | Процент сельского населения, %            | 34,76                                     |        |
|                                           | Мужское население                         | 9 037                                     | Процент мужского населения, %             | 50,24                                     |        |
|                                           | Женское население                         | 8 951                                     | Процент женского населения, %             | 49,76                                     |        |
| Плотность населения, чел/км²              | Плотность населения, чел/км²              | Плотность населения, чел/км²              | Плотность населения, чел/км²              | Плотность населения, чел/км²              | 67,4   |
| Население коммуны в % к населению области | Население коммуны в % к населению области | Население коммуны в % к населению области | Население коммуны в % к населению области | Население коммуны в % к населению области | 0,99   |

| Динамика изменения населения коммуны | Динамика изменения населения коммуны | Динамика изменения населения коммуны | Динамика изменения населения коммуны |
| ------------------------------------ | ------------------------------------ | ------------------------------------ | ------------------------------------ |
| 1992                                 | 2002                                 | 2012                                 | 2017                                 |
| 13938                                | 16014▲                               | 16386▲                               | 17988▲                               |

## Важнейшие населенные пункты[4]
| №  | Населённый пункт | Населённый пункт (исп.) | Категория | Население чел. (2002) | На карте                        |
| -- | ---------------- | ----------------------- | --------- | --------------------- | ------------------------------- |
| 1  | Ихуэлас          | Hijuelas                | город     | 8196                  | 32°48′00″ ю. ш. 71°08′43″ з. д. |
| 2  | Рабуко           | Rabuco                  | поселок   | 1692                  | 32°50′50″ ю. ш. 71°06′03″ з. д. |
| 3  | Ла-Сомбра        | La Sombra               | поселок   | 423                   | 32°49′22″ ю. ш. 71°03′32″ з. д. |
| 4  | Гуалькапо        | Gualcapo                | поселок   | 405                   | 32°52′38″ ю. ш. 71°06′02″ з. д. |
| 5  | Куатро-Эскинас   | Cuatro Esquinas         | поселок   | 191                   | 32°48′56″ ю. ш. 71°08′40″ з. д. |
| 6  | Калье-Нуэва      | Calle Nueva             | поселок   | 154                   | 32°48′14″ ю. ш. 71°09′18″ з. д. |
| 7  | Эстасьон-Окоа    | Estación Ocoa           | поселок   | 153                   | 32°50′39″ ю. ш. 71°05′05″ з. д. |
| 8  | Ла-Фебре         | La Febre                | поселок   | 147                   | 32°50′29″ ю. ш. 71°03′55″ з. д. |
| 9  | Калье-Чепика     | Calle Chépica           | поселок   | 135                   | 32°48′05″ ю. ш. 71°09′31″ з. д. |
| 10 | Эсваль-Идраулика | Esval Hidráulica        | поселок   | 99                    | 32°49′35″ ю. ш. 71°01′01″ з. д. |
| 11 | Баррио-Альто     | Barrio Alto             | поселок   | 85                    | 32°51′00″ ю. ш. 71°07′35″ з. д. |
| 12 | Баррасита-Альто  | Barracita Alto          | поселок   | 73                    | 32°48′58″ ю. ш. 71°07′27″ з. д. |
| 13 | Эль-Оливо        | El Olivo                | поселок   | н/д                   | 32°46′50″ ю. ш. 71°09′33″ з. д. |
| 14 | Эль-Ретиро       | El Retiro               | поселок   | н/д                   | 32°49′39″ ю. ш. 71°01′59″ з. д. |
| 15 | Лос-Тилос        | Los Tilos               | поселок   | н/д                   | 32°48′08″ ю. ш. 71°03′26″ з. д. |
| 16 | Пуреуэ           | Purehue                 | поселок   | н/д                   | 32°49′39″ ю. ш. 71°04′48″ з. д. |
| 17 | Виста-Эрмоса     | Vista Hermosa           | поселок   | н/д                   | 32°51′22″ ю. ш. 71°04′52″ з. д. |
| 18 | Лос-Пинос        | Los Pinos               | поселок   | н/д                   | 32°49′06″ ю. ш. 71°01′44″ з. д. |